# Styl muzyczny
Styl muzyczny – termin określający zbiór cech pojedynczego utworu muzycznego lub ogółu twórczości danego kompozytora, gatunku, nurtu, narodu i epoki historycznej. Wyróżnikami danego stylu muzycznego są przede wszystkim techniki kompozytorskie oraz treść, czyli zawartość ideowa, emocjonalna i wyrazowa. Określenie „styl” w kontekście muzyki pojawiło się pierwszy raz około 1600 we Włoszech, na określenie wyróżniających się w utworach muzycznych technik kompozytorskich, gatunków i nurtów muzycznych.
Style muzyczne klasyfikuje się według rozmaitych czynników:
- z historycznego punktu widzenia, np. styl monodii gregoriańskiej, styl ars nova, styl szkół flamandzkich, styl renesansu, baroku, styl galant, styl klasyków wiedeńskich, styl romantyczny, neoromantyczny, impresjonistyczny, neoklasyczny, style XX-wieczne[1],
- narodowo, np. styl polski, styl czeski, styl francuski[2],
- akademicko, np. styl szkoły weneckiej, styl paryskiej szkoły operowej, styl szkoły mannheimskiej, styl szkoły wiedeńskiej[1],
- pod kątem środków wykonawczych, np. styl instrumentalny, styl wokalny, styl fortepianowy, styl skrzypcowy, styl kameralny, styl orkiestrowy[2],
- wedle cech konstrukcyjnych różnych gatunków muzycznych, np. styl operowy, styl pieśniarski, styl kantatowy, styl oratoryjny[1],
- fakturowo, np. styl polifoniczny, styl homofoniczny, styl polifonizujący[2],
- według indywidualnych cech stylistycznych, np. styl Chopina, styl Debussy'ego, styl oryginalny, styl akademicki, styl epigoński, styl eklektyczny, styl nowatorski, styl awangardowy, styl konserwatywny, styl zachowawczy[1],
- funkcjonalnie, np. styl świecki, styl kościelny, styl taneczny, styl wojskowy, styl pedagogiczny, styl artystyczny[2].